# Josep Brangulí
Josep Brangulí Soler (L'Hospitalet de Llobregat, 14 septembre 1879 - Barcelone, 23 septembre 1945) est photographe espagnol.

## Biographie
À l'origine graveur, Josep Brangulí va bientôt combiner cette activité avec la photographie. Il a commencé comme photographe en collaborant au magazine La Hormiga de Oro à la fin du XIXe siècle. Plus tard, sa collaboration avec La Vanguardia et Prensa Española se démarquent. Il est l'auteur de nombreux reportages sur Barcelone et la Catalogne, notamment celui qu'il a réalisé à l'occasion de l' Exposition internationale de 1929 à Barcelone,,,.
Ses fils Joaquim (1913-1991) et Xavier (1918-1986) ont continué son œuvre.
Les archives de Brangulí sont aux Archives nationales de Catalogne.